# Hans von Aachen
Hans von Aachen   (Colònia, 1552 - Praga, 4 de març de 1615) fou un pintor manierista alemany. Estudià a Florència i a Venècia i passà a treballar a Praga, on va ser pintor de cambra de l'emperador Rodolf II. Va pintar temes mitològics i al·legòrics i sobresortí en el retrat.
Hans von Aachen va ser un artista versàtil i productiu que va treballar en molts gèneres. Va tenir èxit com a pintor de retrats principescos i aristocràtics i va pintar temes religiosos, mitològics i al·legòrics. Conegut per la seva habilitat en la representació de nus, les seves escenes mitològiques erotitzades van gaudir especialment del seu patró principal, l'emperador Rodolf II. Aquests segueixen sent les obres més conegudes. També va pintar una sèrie de pintures de gènere de petits grups de figures que es mostren des del pit cap amunt, rient, sovint aparentment usant ell i la seva dona com a models. Von Aachen solia treballar a petita escala i moltes de les seves obres són pintures de gabinet sobre coure.
La vida i l'obra de Hans von Aachen són testimoni únic de la transferència cultural entre Europa del Nord, del Sud i Central a finals del segle xvi i principis del XVII. Després de formar-se en la tradició de la pintura renaixentista holandesa, l'artista es va traslladar a Itàlia el 1574, on va romandre durant uns 14 anys, principalment a Venècia. Va tornar a 1587 a la seva Alemanya natal, on va residir a Múnic a Baviera. Els seus últims anys els va passar a Praga. La combinació del realisme holandès de la seva formació i de les influències italianes adquirides durant els seus viatges va donar lloc al seu estil únic de pintura.
La seva presència als importants centres d'art de l'època, la gran distribució de gravats després dels seus dissenys i el seu caràcter simpàtic van contribuir a la seva fama internacional durant la seva vida.

## Vida
«Aachen, Hans von» és el lema amb el qual comença el primer volum de la Neue Deutsche Biographie. Tot i néixer a Colònia, va prendre el nom de «von Aachen» (= d'Aquisgrà), ciutat de la qual son pare era originari.

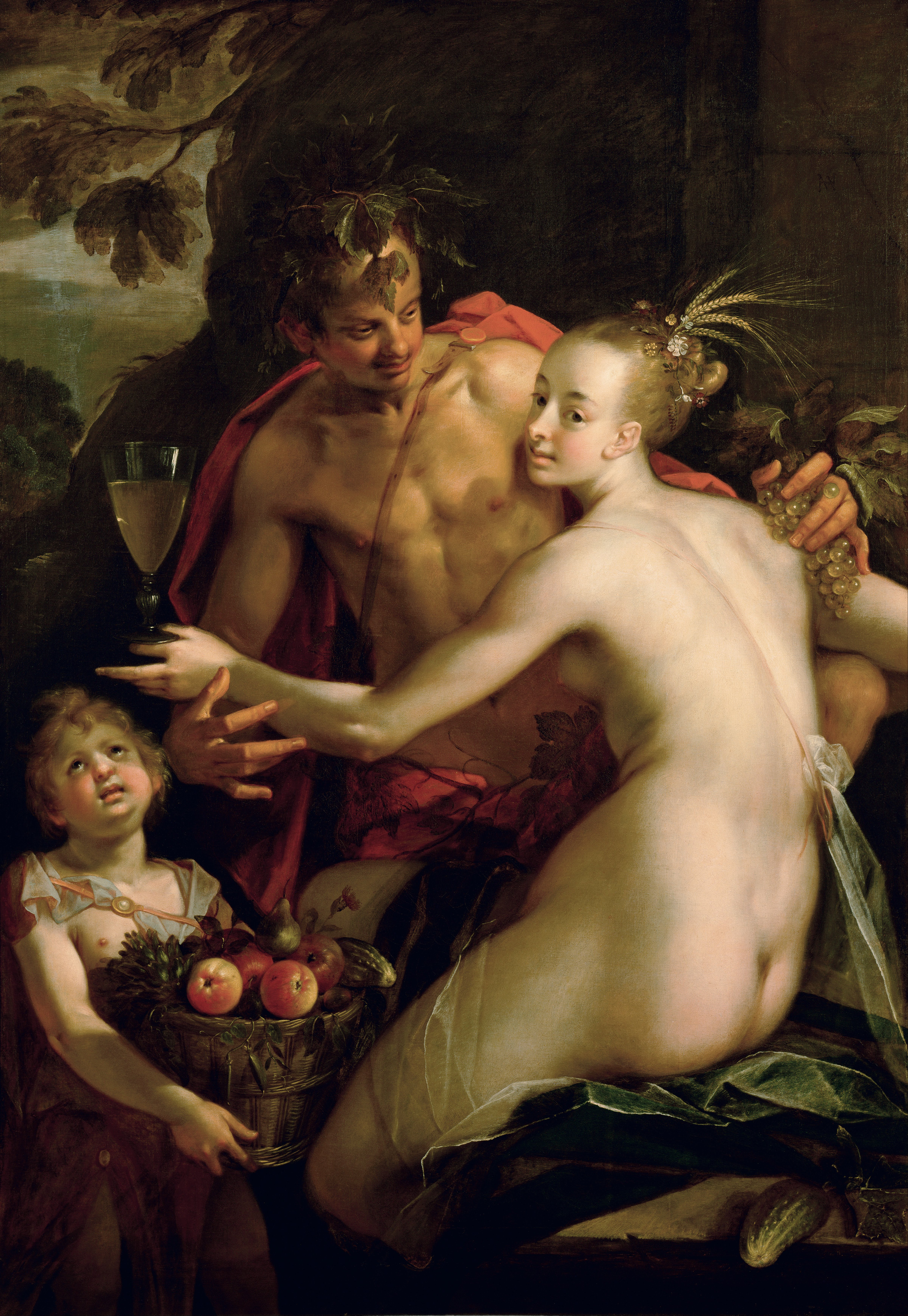
Bacus, Ceres i Amor (Sine Cerere et Baccho friget Venus), c. 1600

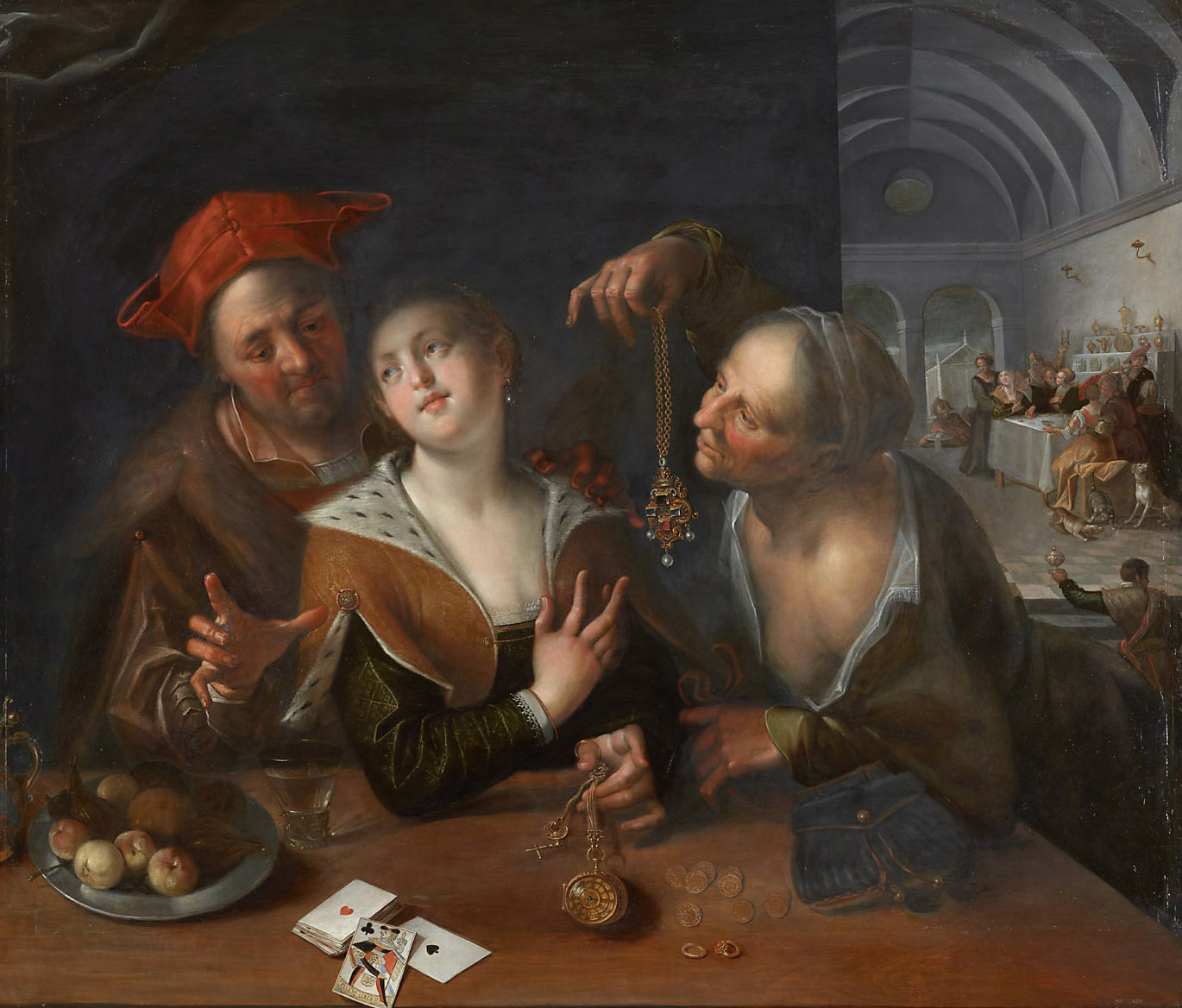
La Procuressa

Hans von Aachen va començar a pintar a Alemanya com a alumne del retratista Georg Jerrigh, que s'havia format a Anvers. Probablement es va unir al gremi de pintors de Colònia abans de marxar cap a Itàlia cap al 1574. Igual que molts artistes del nord de la seva època, com el pintor flamenc Bartholomeus Spranger, va passar un llarg període a Itàlia. Va viure a Venècia de 1574 a 1587 on es va convertir en membre de la comunitat holandesa i alemanya d'artistes, gravadors i venedors d'art. Va ser activista com a copista i va treballar en el taller del pintor i distribuïdor flamenc Gaspar Rem, oriünd d'Anvers. Rem va arreglar que von Aachen passés per un aprenentatge amb un artista anomenat Morett (o Moretto). Aquest aprenentatge va suposar fer còpies d'obres famoses a les esglésies de Venècia. Moltes d'aquestes còpies estaven destinades al mercat artístic nord-europeu. Un col·leccionista i distribuïdor d'art contemporani a Anvers amb el nom de Hermann de Neyt tenia una col·lecció de gairebé 850 pintures originals i copiades, de les quals sis van ser Hans von Aachen (dues de les quals van ser còpies de Raphael).
D'Aquisgrà va anar a Roma el 1575. Aquí va estudiar les escultures antigues i les obres dels mestres italians. Es va convertir en membre del cercle d'artistes del nord actius a Roma com Otto van Veen, Joris Hoefnagel, els germans Paul i Matthijs Bril, Hans Speckaert i Joseph Heintz the Elder. Va ser capaç d'assegurar una comissió per a una Nativitat per a l'Església del Gesù, l'església mare de la Societat de Jesús (jesuïtes) a Roma. A Florència, entre els anys 1582-3, va establir una reputació pels seus retrats, que van conduir a comissions de la família governant Medici. El 1585 es va instal·lar de nou a Venècia.

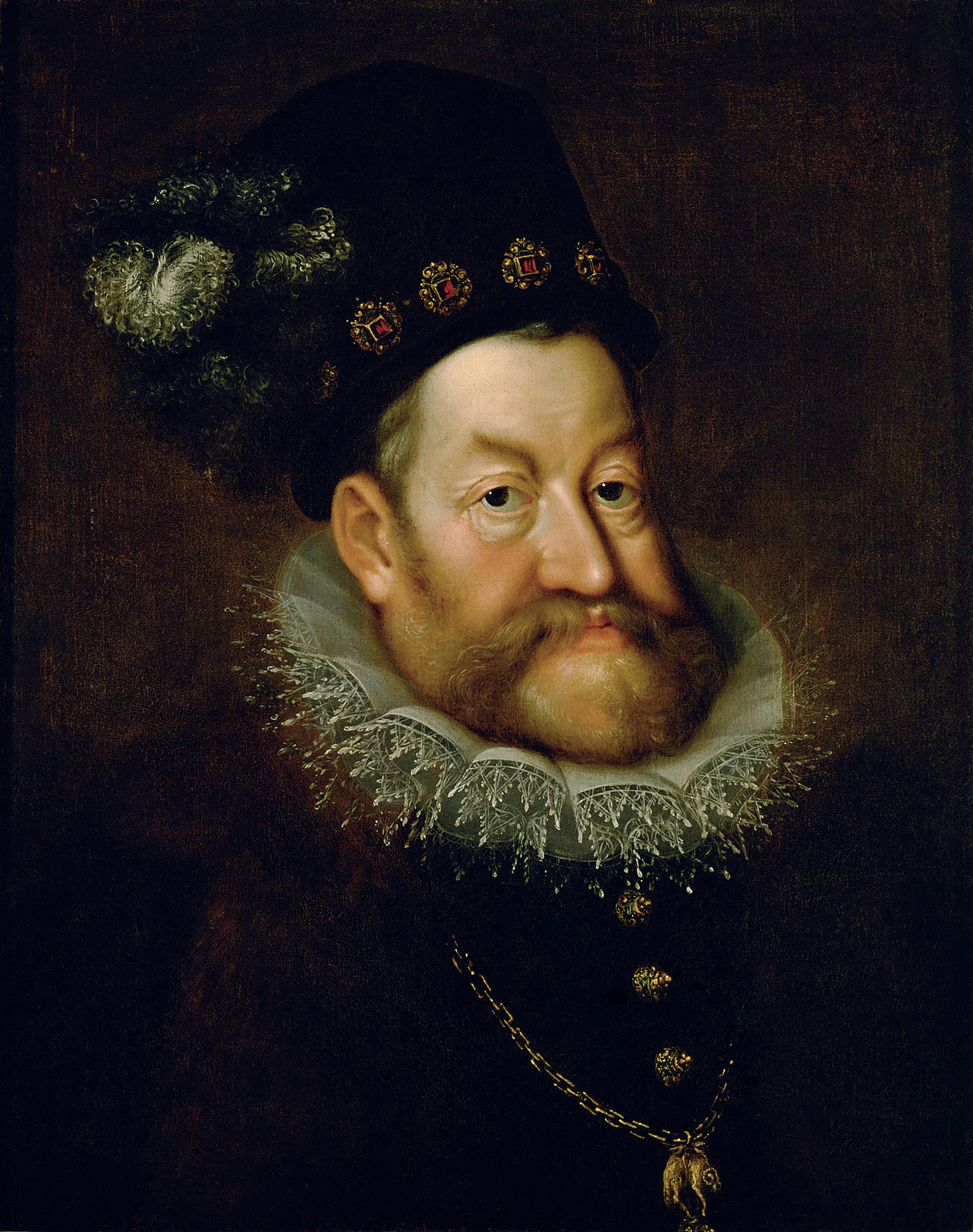
Retrat de l'emperador Rodolf II, c. 1607

Va tornar a Alemanya el 1587, primer a Augsburg, on va pintar retrats de la rica família Fugger. També va treballar a Múnic, on es va encarregar de pintar dos retaules per a l'església de Sant Miquel. Després de visitar la seva ciutat natal, Colònia i un viatge de tornada a Venècia, va triar Múnic com a residència des de 1589. Es va casar amb Regina, la filla del compositor Orlando di Lasso a Múnic. A Alemanya es va fer famós com a pintor de retrats per a cases nobles. També va produir escenes històriques i religioses i va obtenir una gran reputació. Va pintar diverses obres per al duc Guillem V de Baviera.
A Múnic va entrar en contacte amb la Cort imperial de Praga. El 1592 va ser nomenat pintor oficial de l'emperador Rodolf II que residia a Praga. Von Aachen no necessitava residir a la cort de Praga, ja que el seu nomenament era un "Kammermaler von Haus aus" (un pintor de la cort de la seva casa) que podia treballar des de la seva residència. Rodolf va ser un dels mecenes més importants del seu temps. Va tenir la pintura en particular i va emetre una Carta de Majestat al Gremi del pintor de Praga que eximia als pintors de les regles del gremi, atorgant-los estipulacions anuals i decretant que la pintura ja no es coneix com a artesania, sinó com a "art de pintar".
El tractament especial proporcionat als pintors i artistes en general a la Praga de Rodolf es va convertir a la ciutat en un centre d'art important. La gran producció consistia principalment en pintures mitològiques amb una qualitat eròtica o complexes al·legories que glorificaven a l'emperador. L'emperador estava obert a la innovació artística i presidí un nou estil afectat, ple de concebuts, que es coneixia com a manierisme. Aquest estil va posar èmfasi en la sensualitat, que es va expressar en figures allargades i modelades suaument, disposades en posicions elegants, que sovint incloïa una dona nua vista per darrere.

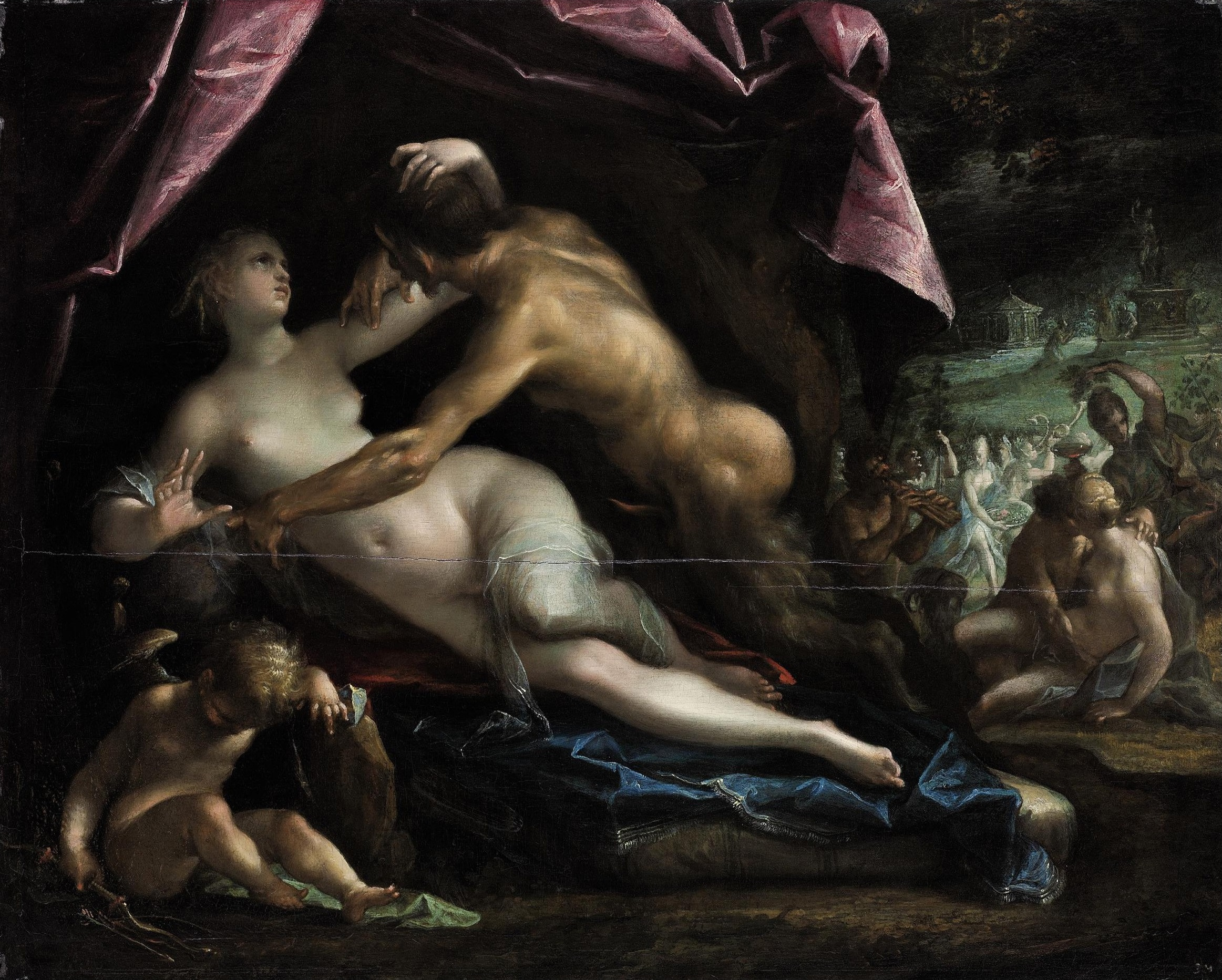
Pan i Selene, 1600-1605

Rodolf també va confiar a von Aachen com a assessor en la seva col·lecció d'art i en el que normalment se li diu un "diplomàtic". En aquest càrrec, va viatjar als propietaris de les col·leccions d'art per transmetre l'assetjament sovint desvergonyit de l'emperador perquè acceptessin les seves ofertes pels seus tresors. Els seus deures diplomàtics el van obligar a viatjar molt. El 1602 va viatjar a Brunswick, Wolfenbüttel, Wittenberg i Dresden, i entre 1603 i 1605 a Innsbruck, Venècia, Torí, Mantua i Mòdena. El propòsit d'aquests viatges posteriors va ser en part per a què ell fes retrats de possibles futures consorts de l'emperador. L'emperador Rodolf II li va conferir el títol de cavaller el 1605. Von Aachen només es va traslladar a Praga anys més tard possiblement el 1601 o abans el 1597. Aquí va rebre moltes comissions per temes mitològics i al·legòrics.

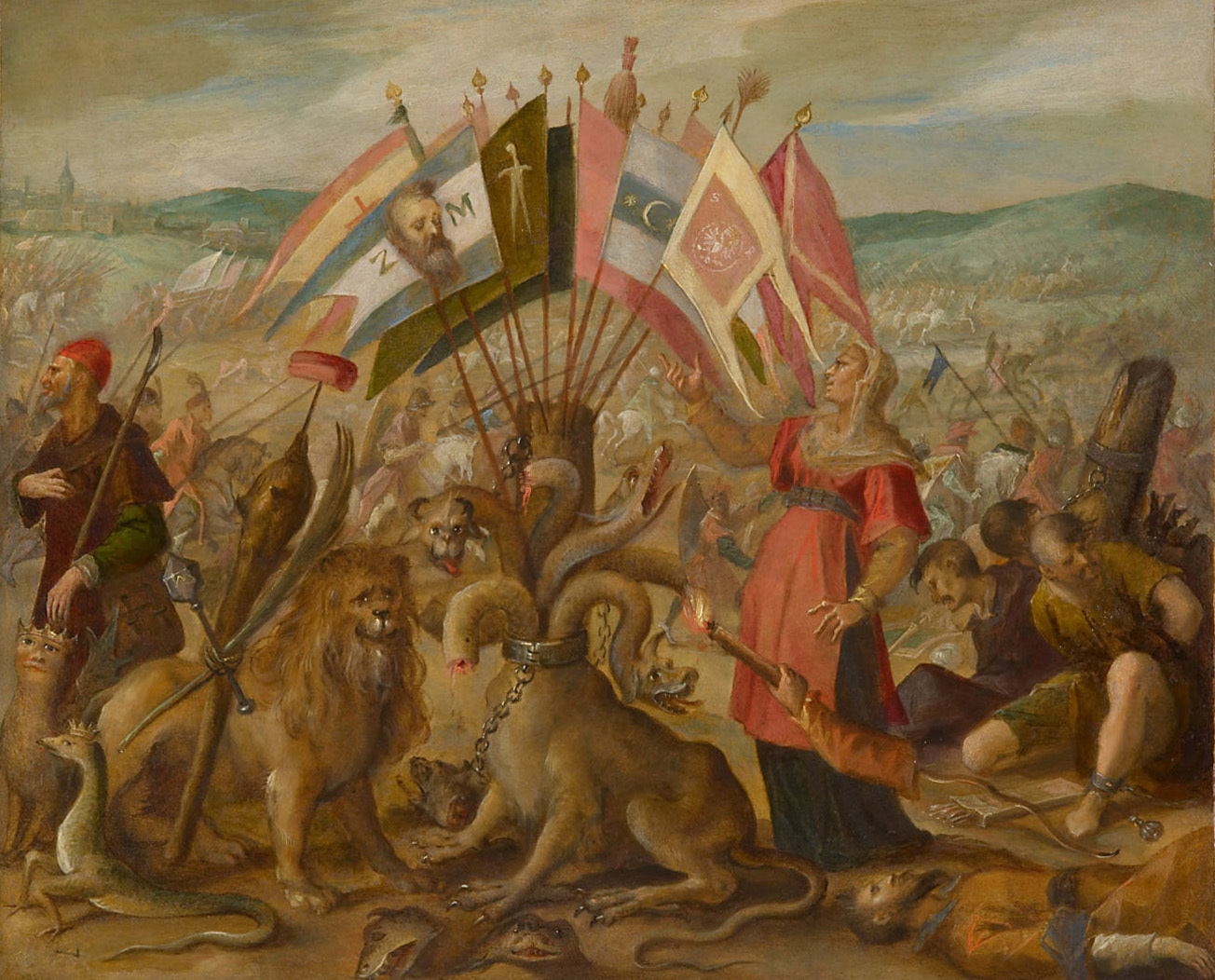
Al·legoria de la guerra turca, la batalla de Kronstadt, 1603-1604

Després de la caiguda del seu mecenes el 1605 i la seva mort el 1612, von Aachen va ser, a diferència de la majoria dels artistes de la cort de Rodolf, retingut pel successor de Rodolf, Maties I que li va donar una propietat a Raussnitz. L'emperador Maties el va enviar a Dresden i Viena el 1612, mentre que el 1613 el va tornar a Augsburg i el 1614 de nou a Dresden.
Entre els alumnes de Von Aachen hi havia Pieter Isaacsz, qui va ser el seu alumne a Itàlia, mentre que Andreas Vogel, Christian Buchner i Hans Christoph Schürer varen ser els seus alumnes a Praga.
Va morir a Praga el 1615.

## Treball

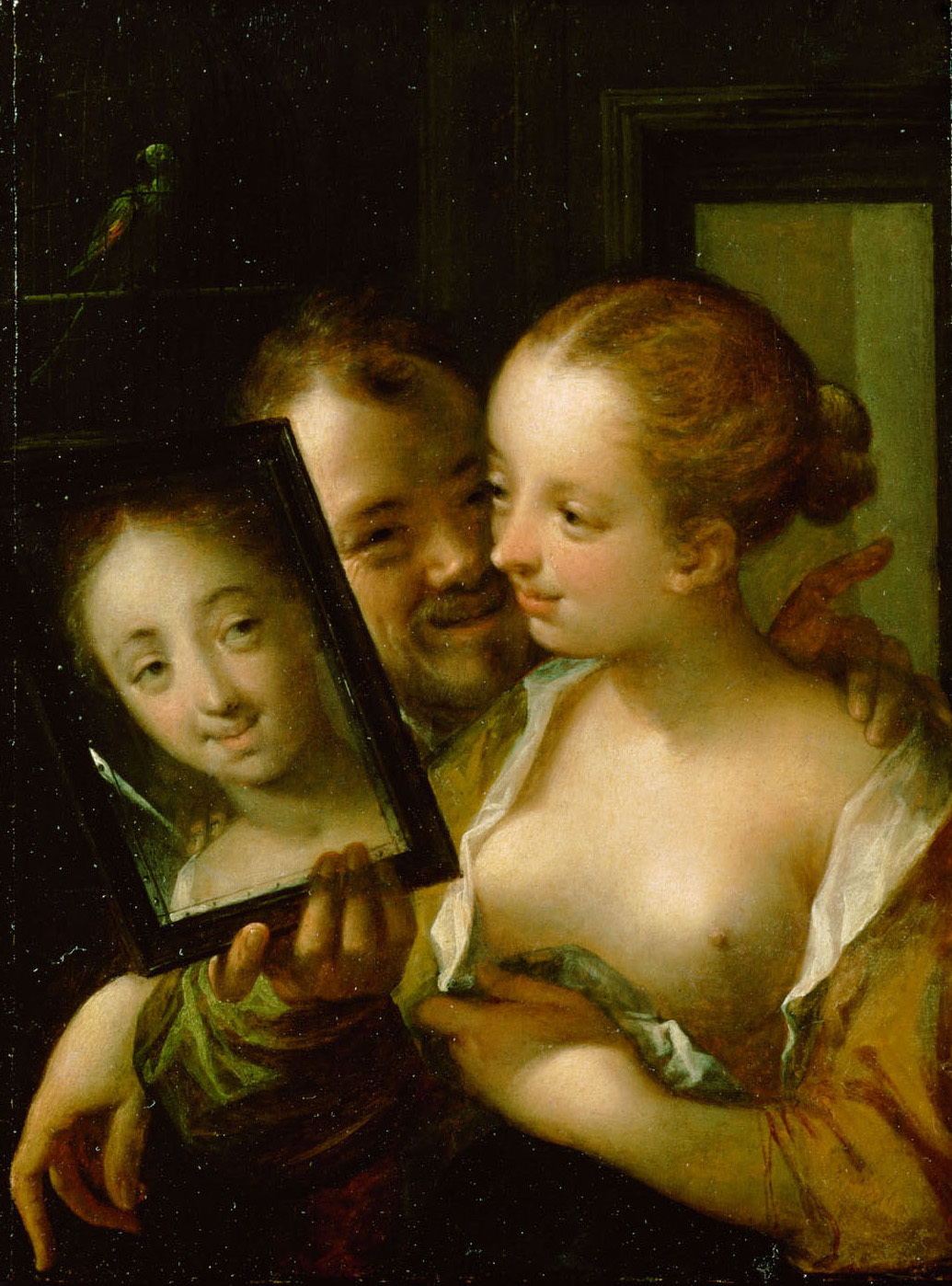
Parella amb un mirall, autoretrat de l'artista amb la seva dona

Hans von Aachen va ser un artista versàtil que va produir retrats, pintures de temes històrics i religiosos, quadres de gènere i al·legories. Va ser un dels principals representants de l'estil artístic manierista que s'havia cultivat a la cort de Rodolf II a Praga cap al 1600.

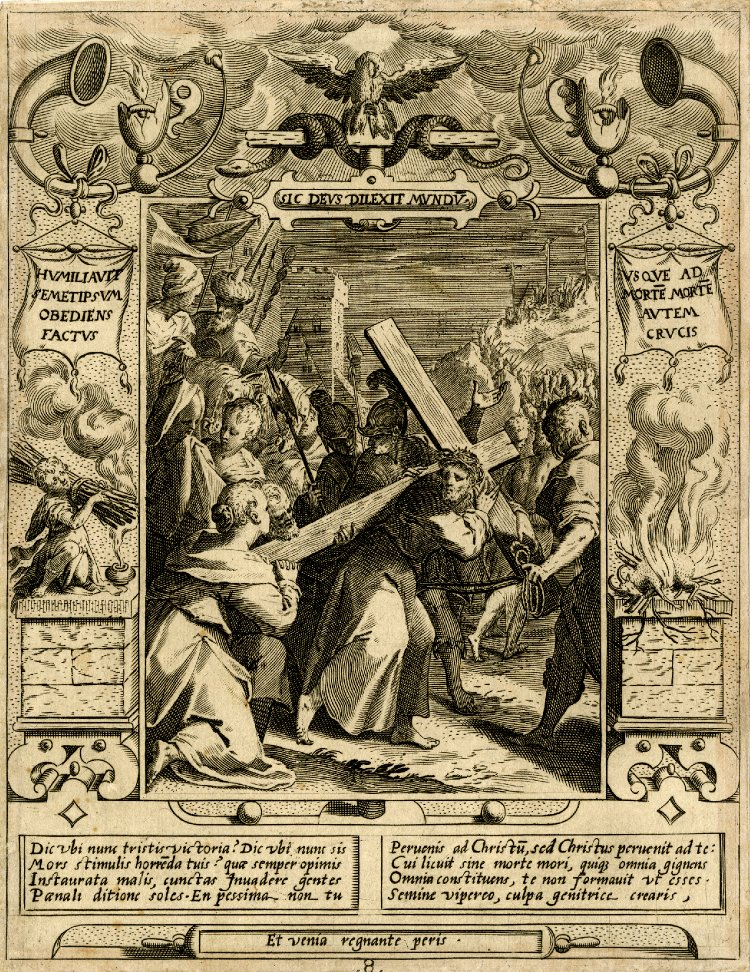
Crist amb la creu, del Salus Generis Humani

El seu estil oscil·la entre un estil idealitzat de pintura propera al manierisme romà i florentí, així com a mestres venecians de Tiziano, Veronese i Tintoretto i la nova creació emergent del realisme del nord. Von Aachen va desenvolupar la seva pròpia tècnica manierista a partir del seu estudi sobre els seguidors de Tintoretto i Michelangelo. Al llarg de la seva carrera, les seves principals influències van ser l'estil de Bartholomeus Spranger i Hendrick Goltzius, que van dominar l'escena artística a Alemanya.

### Gravats
Si bé von Aachen no va produir gravats, les seves pintures van ser reproduïdes per altres artistes de la cort de Rodolf II, inclosos Wolfgang Kilian, Dominicus Custos i diversos membres de la família Sadeler. Aquests gravats van contribuir a la seva fama i influència a tot Europa, tot i que l'estil manierista havia caigut de moda poc després de la seva mort.
Von Aachen també va produir dissenys originals per als gravadors de la cort. Un exemple és la sèrie de gravats publicats sota el títol Salus generis humani (Salvació de la humanitat). La sèrie consta de 13 plaques gravades pel gravador flamenc Aegidius Sadeler que va estar actiu a la cort de Praga. Feta el 1590, els gravats presenten escenes de la Vida de Crist, segons els dissenys de Hans von Aachen. Les composicions centrals estan envoltades de fronteres emblemàtiques, els dissenys del qual provenen de les il·luminacions del missal (Missale romanum) realitzades per l'artista flamenc Joris Hoefnagel entre 1581 i 1990 per a Ferran II, l'arxiduc d'Àustria (ara a la Biblioteca Nacional d'Austria, Viena).

## Museus
- Museu d'Història de l'Art de Viena, Viena, Àustria
- Museu Wallraf-Richartz, Colònia (Alemanya)
- Museu de Belles Arts de Budapest, Budapest, Hongria
- The National Gallery, Londres